# Jujubinus tumidulus
Jujubinus tumidulus is een slakkensoort uit de familie van de Trochidae. De wetenschappelijke naam van de soort is voor het eerst geldig gepubliceerd in 1846 door Aradas.